# Ichirō
Ichirō (いちろう?) es un nombre de pila masculino japonés que tradicionalmente se asigna al hijo primogénito. Generalmente se escribe con los kanji 一郎, que significan precisamente "primer hijo". En la familia japonesa tradicional, a menudo va seguido de Jirō, el segundo hijo, y Saburō, el tercero.
Este nombre es bastante común, y puede estar compuesto con un prefijo: Eiichirō, Gen'ichirō, Gin'ichirō, Hideichirō, Jun'ichirō, Kan'ichirō, Keiichirō, Ken'ichirō, Kin'ichirō, Kōichirō, Reiichirō, Ryūichirō, Seiichirō, Shin'ichirō, Yōichirō, Zen'ichirō, etc.

## En kanji
Los kanji originales y más frecuentes: 一郎.
El sonido «rō» también se puede representar con el kanji 朗, con el significado de «claro» en lugar de «hijo».
Para el principio del nombre, Ichi, también se puede encontrar:
- 伊知
- 伊智
- 逸
- 乙

e incluso: 伊千, 伊茅, 衣千, 衣知, 衣智, 衣茅, 依千, 依知, 依智, 依茅, 維千, 維知, 維智 y 維茅.

## Personas que se llaman Ichirō
Ichirō es el nombre de:
- Ichirō Hatoyama (鳩山 一郎), político japonés y ex primer ministro.
- Ichirō Itō (伊藤 一朗, 1967-), guitarrista de rock japonés.
- Ichirō "Aniki" Mizuki (水木 一郎 born 1948), cantante japonés.
- Ichirō Nagai (永井 一郎, 1931-), seiyū japonés.
- Ichiro Nakagawa (中川 一郎, 1925 – 1983), político japonés de Hokkaidō.
- Ichirō Ozawa (小沢 一郎, 1942-), político japonés.
- Ichirō Shimada (島田 一郎), asesino de Ōkubo Toshimichi.
- Ichirō Shimakura, (嶋倉 一朗), compositor japonés de música de videojuegos.
- Ichirō Suzuki (鈴木 一朗, 1973-), jugador de béisbol de los Seattle Mariners (a pesar de su nombre, Suzuki no es el primogénito en su familia).
- Ichirō Yoshizawa (吉沢 一郎, 1903 – 1998), montañista japonés.

## Personajes ficticios
- Ichirō Ōgami (大神 一郎), personaje del videojuego Sakura Wars.
- Ichirō Miyata (宮田 一郎), personaje del manga y anime Fighting Spirit.
- Ichirō Yamada (山 田一郎), personaje del manga y anime Hypnosis Mic.

## Otros usos
- Ichiro (bot), bot del motor de búsquedas Goo.